# Osvaldo Hurtado Galleguillos
Osvaldo Heriberto Hurtado Galleguillos (* 2. November 1957 in Arica) ist ein Fußballtrainer und ehemaliger chilenischer Fußballspieler. Der Stürmer wurde als Spieler zwei Mal chilenischer Meister und zwei Mal Pokalsieger. Er wurde zudem Liga-Torschützenkönig 1987 und spielte 38-mal für die Nationalmannschaft Chiles.

## Karriere

### Vereinskarriere
Osvaldo Hurtado im Alter begann seine Profikarriere in der Primera B bei Deportes La Serena, das gerade abgestiegen war. Nach seinem Wechsel 1979 zu Unión Española debütierte er in der höchsten Spielklasse Chiles, der Primera División. Im Jahr 1980 ging er zu Universidad Católica und holte, nach einem Leihjahr bei CD O’Higgins, mit dem Universitätsklub 1983 die Copa Chile. In der Folgesaison konnte das Team seinen Pokaltitel verteidigen und gewann sogar die chilenische Meisterschaft.
In der Saison 1985 ging Hurtado zum FC Cádiz in die Primera División, wo er in 25 Spielen zum Einsatz kam und drei Tore erzielte. Nach einem halben Jahr bei CD Filanbanco in Ecuador er zu Universidad Católica zurück. Dort gewann er 1987 erneut die chilenische Meisterschaft und trug als Torschützenkönig mit 21 Toren maßgeblich zu diesem Erfolg bei. 1988 ging Hurtado zu RSC Charleroi, wo er drei Jahre gemeinsam mit seinem heutigen Schwager Francisco Ugarte spielte. Nach kurzen Stationen bei Deportes Concepción und Alianza Lima wechselte er zu Deportes Arica in seine Geburtsstadt, wo er seine Karriere 1994 beendete.

### Nationalmannschaftskarriere
Für die chilenische Nationalmannschaft spielte Hurtado erstmals im April 1983 im Freundschaftsspiel gegen Brasilien. Bei der Copa América 1983 kam er nur in der Auftaktpartie bei der 1:2-Niederlage gegen Uruguay zum Einsatz. Chile schied als Tabellenzweiter in der Vorrunde aus.
Bei der Copa América 1987 erreichte Hurtado mit dem Team das Finale. Im Gruppenspiel gegen Venezuela wurde er in der 64. Spielminute ausgewechselt. Danach kam er nicht mehr zum Einsatz. Sein Team kam bis ins Finale, wo es eine 0:1-Niederlage gegen Uruguay gab. Bei der Copa América 1989 schied Chile in der Gruppe mit der punktgleichen Mannschaft von Uruguay knapp aus. Hurtado bestritt alle vier Spiele, wobei der 2:1-Erfolg über Ecuador gleichzeitig sein letztes Spiel im Nationaltrikot war.

### Trainerkarriere
Hurtados Trainertätigkeit begann direkt nach seiner aktiven Spielerkarriere 1995, als er bei Deportes Arica für kurze Zeit den Trainerposten übernahm. Erst 2007 wurde er erneut als Trainer verpflichtet, diesmal bei Provincial Osorno. Mit dem Team gewann er 2007 den Meistertitel der Primera B und stieg in die Primera División auf. Am 28. April wurde er noch während der Apertura 2008 entlassen. Noch im gleichen Jahr wurde er Trainer des Drittligisten CD Magallanes. Im Jahr 2010 gewann er mit dem Klub die Meisterschaft und feierte den Aufstieg in die Primera B. Dort etablierte sich der Klub und Hurtado blieb bis 2014 Trainer. Nach drei Jahren Auszeit stellte Deportes Santa Cruz Hurtado als neuen Trainer vor. Auch mit seinem neuen Verein gewann er die Ligameisterschaft und stieg in die Primera B auf. Im März 2022 wurde er bei dem Zweitligisten entlassen.

## Erfolge

### Spieler
CD Universidad Católica
- Chilenischer Meister (2): 1984, 1987
- Chilenischer Pokalsieger (2): 1983, 1984
- Torschützenkönig der Primera División: 1987

### Trainer
Provincial Osorno
- Primera B: 2007

CD Magallanes
- Tercera A: 2010

Deportes Santa Cruz
- Segunda División: 2018